# Батлер, Бернард
Бернард Джозеф Батлер (англ. Bernard Joseph Butler) — британский музыкант ирландского происхождения, автор песен и продюсер. Он наиболее известен как первый гитарист Suede до своего ухода в 1994 году. Некоторые критики называют его величайшим гитаристом своего поколения; журналист BBC Марк Сэвидж назвал его «одним из самых оригинальных и влиятельных британских гитаристов». Он был признан 24-м величайшим гитаристом за последние 30 лет в национальном опросе Би-би-си в 2010 году.